# 2004 SUZUKI AMI AMI's LOVE FOR YOU-LIVE
2004 SUZUKI AMI 「AMI's LOVE FOR YOU-LIVE」（にせんよんスズキアミ アミズ・ラブ・フォー・ユー・ライブ）は、日本の歌手、鈴木亜美の2004年12月に行ったライブツアーである。

## 概要
- 本名・鈴木亜美として初のライブツアーで、またエイベックスに移籍前、最後のインディーズ活動のイベントであった。
- ライブの間に、衣装チェンジが4つあった。
- このライブの映像化はされていない。
- 12月30日の最終公演にてエイベックスへの移籍発表、移籍第一弾楽曲『Hopeful』の初披露があった。

## 曲目
1. white key（イントロ）
2. 強いキズナ
3. ボクのしあわせ
4. THANK YOU 4 EVERY DAY EVERY BODY
5. FOREVER LOVE
6. CHAIN LOVE
7. シンデレラストーリー
8. OUR DAYS
9. BREAKIN' MY HEART
10. Don’t need to say good bye
11. all night long
12. ANOTHER WORLD
13. 明日、あつく、もっと、つよく
14. Rain of Tears
15. love the island
16. alone in my room
17. Nothing without you
18. BE TOGETHER
19. Don’t leave me behind
20. Dancin'in Hip-Hop
21. Reality
22. Last Birthday
23. Hopeful（12月30日のみ）

## 日程
| 日付           | 開場  | 会場                                     |
| 日付           | 開演  | 会場                                     |
| -------------- | ----- | ---------------------------------------- |
| 12月4日 (土)   | 16:00 | ハーモニーホール座間 大ホール (神奈川県) |
| 12月4日 (土)   | 17:00 | ハーモニーホール座間 大ホール (神奈川県) |
| 12月22日（水） | 17:30 | 大宮ソニックシティ 大ホール (埼玉県)     |
| 12月22日（水） | 18:30 | 大宮ソニックシティ 大ホール (埼玉県)     |
| 12月26日（日） | 16:00 | 松戸森のホール21 大ホール (千葉県)       |
| 12月26日（日） | 17:00 | 松戸森のホール21 大ホール (千葉県)       |
| 12月29日（水） | 17:00 | 東京厚生年金会館 (東京都)                |
| 12月29日（水） | 18:00 | 東京厚生年金会館 (東京都)                |
| 12月30日（木） | 17:00 | 東京厚生年金会館 (東京都)                |
| 12月30日（木） | 18:00 | 東京厚生年金会館 (東京都)                |